# Pavel Bednář
Pavel Bednář, född den 25 juni 1970 i Prag, Tjeckoslovakien, är en tjeckoslovakisk och därefter tjeckisk kanotist.
Han tog bland annat VM-silver i C-1 10000 meter i samband med sprintvärldsmästerskapen i kanotsport 1993 i Köpenhamn.